# Nilo-sahariska språk

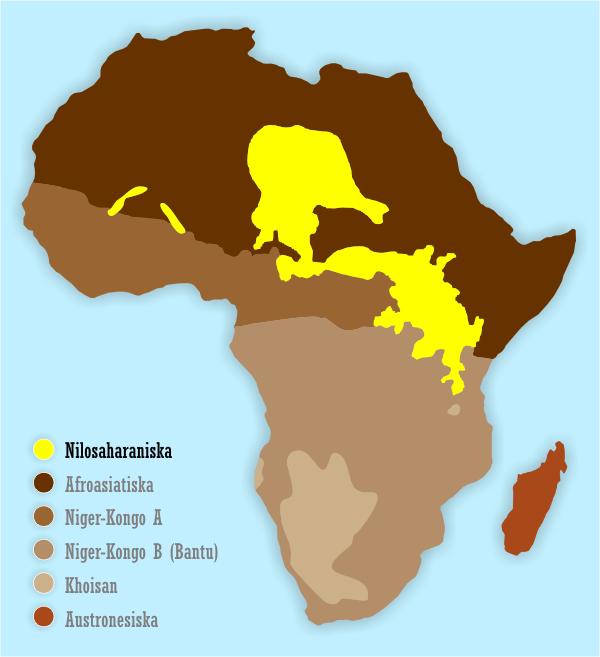
De nilosahariska språkens utbredning

De nilo-sahariska språken är en av de fyra stora afrikanska språkfamiljerna.
De nilo-sahariska språken är i huvudsak indelade i två språkgrenar: centralsudanesiska och östsudanesiska språk. De östsudanesiska språken är i sin tur indelade i åtminstone två grenar: nilotiska och nubiska språk.
Språkfamiljen omfattar omkring 160 språk, spridda över ett stort område med tyngdpunkten i Sudan, Uganda och Kenya, huvudsakligen längs de övre loppen av floderna Chari och Nilen, men med utlöpare till Mali och Burkina Faso i väster samt Libyen och Egypten i norr.
1987 uppskattade Merritt Ruhlen antalet talare av nilo-sahariska språk till cirka 11 miljoner. Gruppen är mycket heterogen och det är svårt att finna gemensamma drag hos de olika språken. 
Bland de mer kända nilo-sahariska språken kan nämnas: songhai i Västafrika, luo i Kenya och Uganda samt maasai (massajernas språk) i Kenya och Tanzania.